# Burkartshain
Burkartshain ist ein Ortsteil der nordsächsischen Stadt Wurzen im Landkreis Leipzig. Burkartshain und sein Nachbarort Kühren, die sich 1994 zur Gemeinde Kühren-Burkartshain zusammenschlossen, sind nach dem Stadtkern die größten Wurzener Ortsteile.

## Geographie
Der Ort liegt siebeneinhalb Kilometer südöstlich des Stadtzentrums südlich der Bundesstraße 6 an der Staatsstraße 47.
Umliegende Ortschaften sind Nemt und Mühlbach im Nordwesten, Birkenhof im Norden, Kühren im Nordosten, Streuben im Osten, Wäldgen im Südosten, Pyrna im Süden, Nitzschka im Südwesten und Oelschütz im Westen.

## Geschichte

### Ortsgeschichte

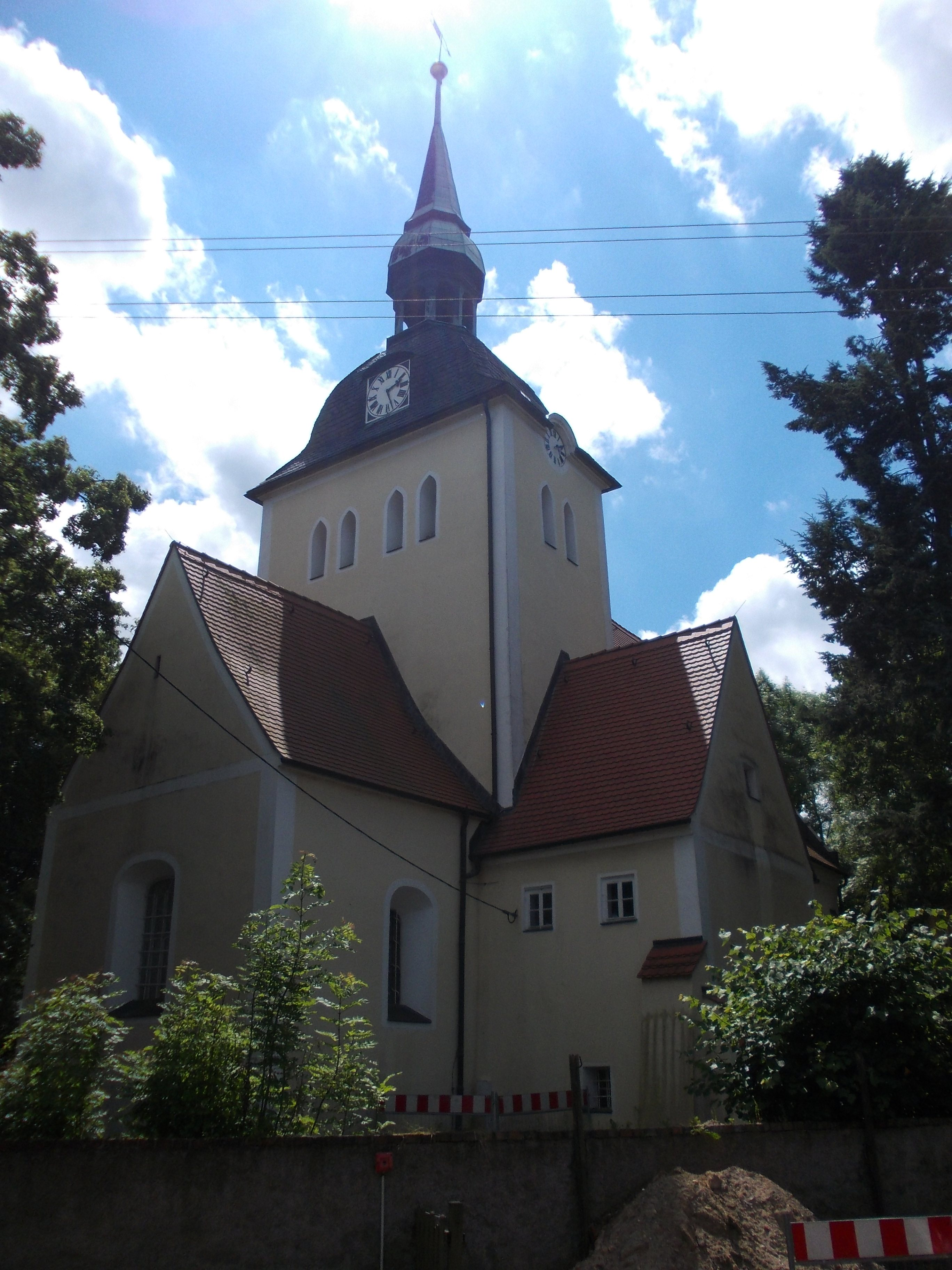
Burkartshainer Kirche

Das Dorf „Borchardeshayn“ wurde (zusammen mit Sachsendorf) im Jahr 1284 in einer Grenzurkunde erstmals urkundlich erwähnt. Es war ein slawisches Rundlingsdorf, das durch deutsche Siedler eine Erweiterung erfuhr.
Die Kirche Burkartshain war bereits um 1529 eine der ersten evangelischen Pfarrkirchen Sachsens. Bemerkenswert ist ihre heute stilrein erhaltene Ausschmückung im Bauernbarock sächsischer Art.
Mitte des 16. Jahrhunderts ist ein Rittergut belegt, das allerdings nur über einen Teil von Burkartshain die Grundherrschaft ausübte, ein anderer Teil lag beim Rittergut Mühlbach. Auch die Verwaltung erfolgte jahrhundertelang anteilig durch die Ämter Wurzen und Grimma. Bei der Bildung der Amtshauptmannschaften in Sachsen war das Dorf in der Amtshauptmannschaft Grimma vereint.
Infolge der Verwaltungsreform in der DDR im Juli 1952 gehörte es fortan zum Kreis Wurzen im Bezirk Leipzig, einem Vorläufer des 1994 gebildeten Muldentalkreises, der 2008 im Landkreis Leipzig aufging.
Am 1. Januar 1952 wurde Mühlbach (mit seinem Ortsteil Kornhain) eingemeindet. Es folgten 1956 Pyrna und 1974 die beiden Gemeinden Nitzschka (mit Oelschütz) und Sachsendorf (mit Wäldgen), wodurch die nunmehr 3,1 km² große Gemeinde aus acht Ortsteilen bestand.
Zum 1. Januar 1994 schlossen sich die Gemeinden Burkartshain und Kühren zu Kühren-Burkartshain zusammen. Mit Wirkung vom 1. Oktober 2006 wurde diese Gemeinde in die Stadt Wurzen eingegliedert.

### Bevölkerungsentwicklung
| Jahr | Einwohner |
| ---- | --------- |
| 1834 | 478       |
| 1871 | 673       |
| 1890 | 641       |
| 1910 | 669       |
| 1925 | 618       |
| 1939 | 650       |
| 1946 | 911       |
| 1950 | 1262      |
| 1964 | 1148      |
| 1991 | 1900      |
| 2010 | 699       |

Mitte des 16. Jahrhunderts wurden 47 Bauernwirtschaften und 35 Inwohner in Burkartshain gezählt. Nach dem Siebenjährigen Krieg lebten im Jahr 1764 neben den 47 Bauern eine Gärtner- und vier Häuslerfamilien im Ort.
Die Einwohnerzahl lag 1834 bei 478 und stieg bis 1871 auf 673, danach pendelte die Zahl bis zum Zweiten Weltkrieg zwischen 600 und 700 Einwohnern. Nach dem Krieg stieg die Einwohnerzahl auf 1262 im Jahr 1950, ging danach jedoch trotz Eingemeindung von Mühlbach, Kornhain und Pyrna bis 1964 um 10 % zurück.
Die Gemeinde mit ihren acht Ortsteilen hatte 1900 Einwohner im Jahr 1991 mit leicht rückläufiger Tendenz.

## Persönlichkeiten
- Siegmund Brauner (1934–2021), deutscher Philologe und Afrikanist